# Pinus latteri
Pinus latteri (лат.) — вид растений рода Сосна (Pinus) семейства Сосновые (Pinaceae). Ареал распространения находится в Юго-Восточной Азии. Древесина используется как строительный лес и перерабатывается в целлюлозу, в некоторых странах также используется смола.

## Ботаническое описание
Вечнозелёное дерево высотой до 30 метров и диаметром ствола до 200 сантиметров. Кора ствола толстая, чешуйчатая и шершавая, распадается на множество мелких тёмно-серых пластинок. Ветви горизонтальные или прямостоячие и образуют широкую куполообразную крону на старых деревьях. Игольчатые веточки крепкие, голые, коричневые или тёмно-коричневые.
Зимние почки коричневые, цилиндрические, не смолистые, терминальные почки достигают длины 1,5-2 сантиметра. Чешуйки почек коричневые. Хвоинки растут попарно в постоянном базальном хвостовом влагалище длиной 15-20 миллиметров. Хвоя тускло-зелёная, длинная и тонкая, жесткая, прямая, длиной от 15 до 27 сантиметров и толщиной около 1,5 миллиметра. Поперечное сечение полукруглое, края игл мелко зазубрены, а концы игл заострены. На всех сторонах игл имеется несколько мелких стом. На каждой игле формируется два центральных канала.
Пыльцевые шишки, цилиндрической формы, длиной 2-3 сантиметра, растут прямо и спирально, расположены группами. Семенные шишки обычно растут поодиночке, редко попарно, на молодых побегах. Имеют прочный стебель длиной около 1 см и выступают из веток почти под прямым углом. В закрытом состоянии они яйцевидно-конические, иногда всего 5, обычно от 6 до 10, редко до 13 см в длину. В раскрытом состоянии они широкояйцевидные с уплощённым основанием, диаметром от 4 до 9 сантиметров. Семенные чешуи сначала зеленые, а после созревания становятся светло-красновато-коричневыми, деревянистые, жесткие, удлиненные, около 3 миллиметров в длину и 1,2-1,5 миллиметра в ширину в центре крупных шишек. Апофиз блестящий, от красновато-коричневого до тёмно-коричневого цвета, приподнятый, с ромбическим или неправильно-пятиугольным контуром, отчётливо поперечно килеватый и радиально полосатый или бороздчатый. Умбо плоский или несколько вдавленный, тупой к концу и не укрепленный. Семена эллипсоидные или обратнояйцевидные, длиной от 5 до 8 миллиметров, шириной около 4 миллиметров, слегка вдавленные, серовато-коричневые. Семенное крыло узкое, длиной 20-25 миллиметров, постоянное. Опыление происходит с марта по апрель, шишки созревают на второй год в октябре.

## Распространение и экология
Естественный ареал вида находится в Юго-Восточной Азии во Вьетнаме, Таиланде, Лаосе, Камбодже, Мьянме и Китае. В Китае этот вид встречается на юго-западе провинции Гуандун, на юге Гуанси и на острове Хайнань. На Хайнане вид, вероятно, был натурализован. Поднимается на высоту до 1200 м над уровнем моря и образует более или менее открытые заросли на речных террасах с песчаными или гравийными почвами или на сезонно сухих холмистых землях. Pinus latteri образует травянистую стадию в начале своего развития как адаптация к частым степным пожарам и поэтому может быстро заселять открытые участки на бедных питательными веществами почвах. Область распространения лежит в зоне юго-восточного муссона с большим количеством осадков, например, в Мьянме и Таиланде — около 1500 мм в год. На более сухой холмистой местности, например, в Мьянме, часто растёт в лесах с преобладанием двукрылых плодовых деревьев (Dipterocarpus). Ареал классифицируется как зона зимостойкости от 9 до 10, со среднегодовыми минимальными температурами от −6,6 до +4,4 °C (20-40 °F). Распространенный вид на юго-востоке Мьянмы.

## Систематика и история исследований
Впервые вид был научно описан Фрэнсисом Мейсоном в 1849 году. Родовое название Pinus уже использовалось римлянами для нескольких видов сосен. Видовой эпитет latteri дан в честь капитана Латтера, исследователя и первого англичанина, увидевшего этот вид. Pinus latteri сильно напоминает викариантный вид Pinus merkusii, родом с Суматры и Филиппин. Травянистая стадия проростков рассматривалась как важный отличительный признак между двумя видами, как адаптация к частым степным пожарам. Поскольку эта стадия сейчас наблюдается у обоих видов, сомнительно, что различия в морфологии, которые носят лишь количественный характер, оправдывают видовой статус. Если так, то Pinus latteri придется считать разновидностью Pinus merkusii var. latteri (Mason) Silba или подвидом Pinus merkusii subsp. latteri (Mason) D.Z.Li Pinus merkusii.

## Использование
В Юго-Восточной Азии древесина Pinus latteri используется в качестве строительного материала, для изготовления дверей, оконных рам и полов, а иногда и для панелей. Древесина традиционно перерабатывается в древесный уголь. В настоящее время большие объемы используются для производства целлюлозы. В некоторых странах смолу добывают и перерабатывают. В Китае некоторые части используют в медицинских целях. Из коры добывают дубильные вещества, а из хвои — скипидар. Вид был высажен в нескольких африканских государствах для восстановления лесов, но не смог устоять перед местной флорой.